# Літак АН-2 (монета)
«Літа́к АН-2» — пам'ятна монета номіналом 5 гривень, випущена Національним банком України, присвячена багатоцільовому літаку, призначеному для перевезення вантажів і пасажирів, родоначальнику великого сімейства «Анів». Перший політ літака відбувся 31 серпня 1947 року, а серійне виробництво розпочато в 1949 році на Київському авіазаводі (нині — «Авіант»). Усього розроблено 18 модифікацій літака. АН-2 — один із наймасовіших і довговічніших літаків у світі, серійний випуск якого продовжується і в наш час. Він експортувався в 23 країни світу.
Монету введено в обіг 22 травня 2003 року. Вона належить до серії «Літаки України».

## Опис монети та характеристики
| Номінал грн. | Метал      | Маса, г | Діаметр, мм | Якість виготовлення | Гурт     | Тираж, штук |
| ------------ | ---------- | ------- | ----------- | ------------------- | -------- | ----------- |
| 5            | нейзильбер | 16,54   | 35,0        | звичайна            | рифлений | 50 000      |

### Аверс
На аверсі монети в центрі в намистовому колі зображено малий Державний Герб України в оточенні алегоричної композиції із сонця, стилізованого крила, птахів (праворуч) та зірок, що втілює мрію людства досягти космічних висот, та кругові написи: «УКРАЇНА», «2003», «5», «ГРИВЕНЬ», та логотип Монетного двору Національного банку України.

### Реверс

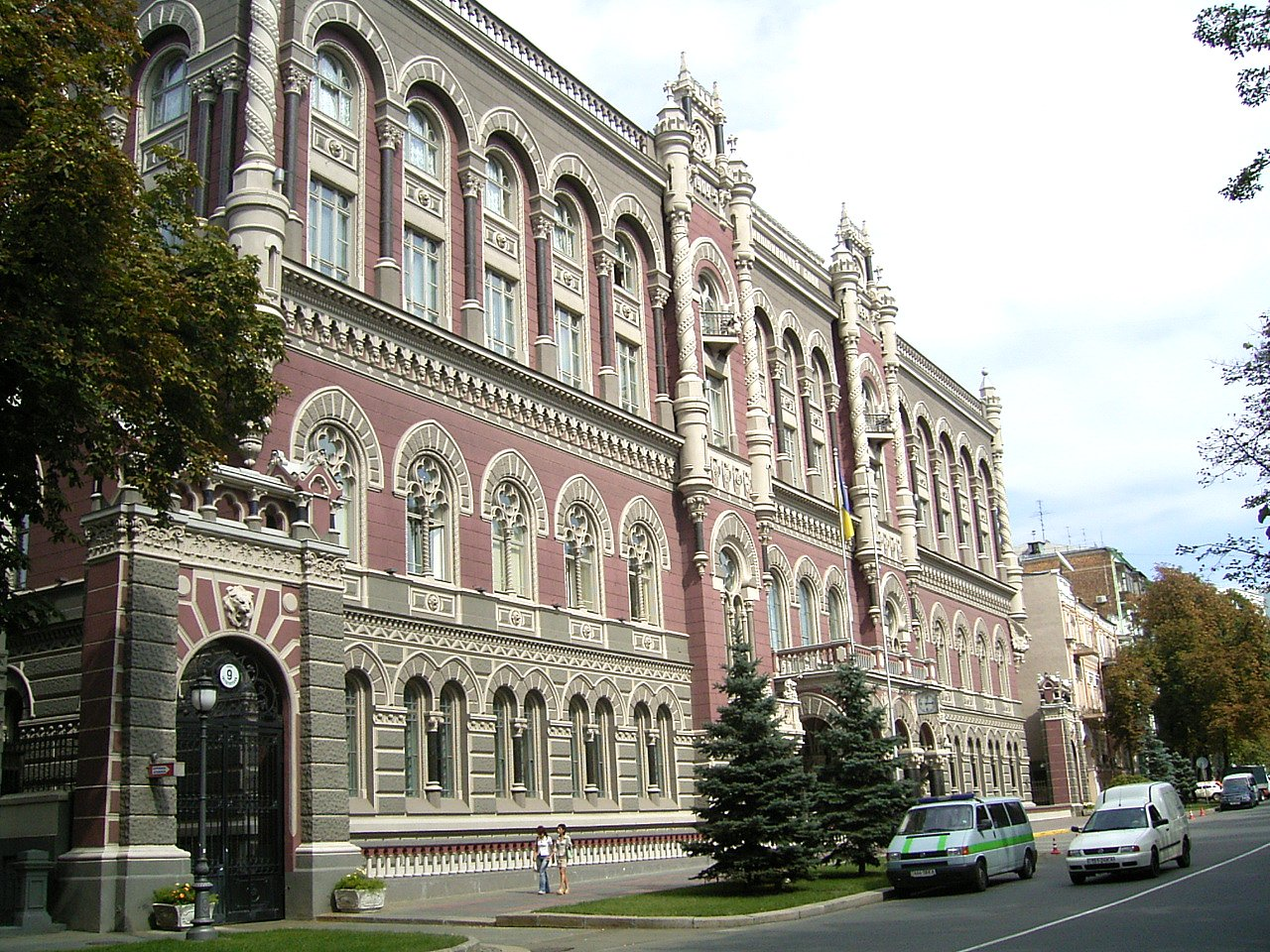
Будівля Національного банку України

На реверсі монети зображено літак «АН-2» та кругові написи: угорі — «ЛІТАКИ УКРАЇНИ»; унизу — «АН-2» та «AN-2», між якими розміщено логотип «АН».

## Автори
- Художник — Дем'яненко Володимир.
- Скульптор — Дем'яненко Володимир.

## Вартість монети
Ціну монети — 5 гривень встановив Національний банк України у період реалізації монети через його філії в 2003 році.
Фактична приблизна вартість монети, з роками змінювалася так:
| Рік        | 2010 | 2011 | 2012 | 2013 | 2014 | 2015 | 2016 | 2017 | 2018 | 2019 | 2020 | 2021 | 2022 | 2023 | 2024 | 2025 |
| ---------- | ---- | ---- | ---- | ---- | ---- | ---- | ---- | ---- | ---- | ---- | ---- | ---- | ---- | ---- | ---- | ---- |
| Ціна, грн. | 70   | 85   | 85   | 140  | 192  | 210  | 250  | 250  | 280  | 300  | 300  | 330  | 350  | 950  | 930  | 860  |